# Балк (комуна)
Балк (рум. Balc) — комуна у повіті Біхор в Румунії. До складу комуни входять такі села (дані про населення за 2002 рік):
- Алмашу-Маре (885 осіб)
- Алмашу-Мік (453 особи)
- Балк (1458 осіб) — адміністративний центр комуни
- Гіда (189 осіб)
- Селдебаджу-де-Баркеу (583 особи)

Комуна розташована на відстані 420 км на північний захід від Бухареста, 53 км на північний схід від Ораді, 99 км на північний захід від Клуж-Напоки.

## Населення
За даними перепису населення 2002 року у комуні проживали 3568 осіб.
Національний склад населення комуни:
| Національність   | Кількість осіб | Відсоток |
| ---------------- | -------------- | -------- |
| румуни           | 2364           | 66,3%    |
| угорці           | 998            | 28,0%    |
| цигани           | 196            | 5,5%     |
| росіяни-липовани | 4              | 0,1%     |
| українці         | 2              | 0,1%     |
| словаки          | 2              | 0,1%     |

Рідною мовою назвали:
| Мова       | Кількість осіб | Відсоток |
| ---------- | -------------- | -------- |
| румунська  | 2549           | 71,4%    |
| угорська   | 991            | 27,8%    |
| циганська  | 21             | 0,6%     |
| російська  | 4              | 0,1%     |
| словацька  | 2              | 0,1%     |
| українська | 1              | < 0,1%   |

Склад населення комуни за віросповіданням:
| Релігія                                       | Кількість осіб | Відсоток |
| --------------------------------------------- | -------------- | -------- |
| православні                                   | 2273           | 63,7%    |
| реформати                                     | 829            | 23,2%    |
| п'ятдесятники                                 | 192            | 5,4%     |
| баптисти                                      | 139            | 3,9%     |
| римо-католики                                 | 99             | 2,8%     |
| греко-католики                                | 25             | 0,7%     |
| адвентисти                                    | 3              | 0,1%     |
| лютерани (Синодально-пресвітеріанська церква) | 3              | 0,1%     |
| бретрени                                      | 2              | 0,1%     |
| лютерани (Аугсбурзького сповідання)           | 1              | < 0,1%   |
| атеїсти                                       | 1              | < 0,1%   |